# Feliks Rajmund Podkóliński
Feliks Rajmund Podkóliński (ur. 30 sierpnia 1878 w Gąsewie, zm. 9 stycznia 1966 w Warszawie) – lekarz internista, ostatni Lekarz Naczelny Szpitala Ewangelickiego w Warszawie.

## Życiorys
Urodził się 30 sierpnia 1878 w Gąsewie, w rodzinie Adama (1851–1918) i Aleksandry z Wysockich (1856–1932). Ukończył progimnazjum w Pułtusku, gimnazjum w Łodzi oraz wydział lekarski Cesarskiego Uniwersytetu Warszawskiego (dyplom lekarski otrzymał w 1904). Po ukończeniu studiów pracował jako asystent wolontariusz na Oddziale Chorób Wewnętrznych doc. Jana Pruszyńskiego w Szpitalu św. Rocha w Warszawie, od 9 grudnia 1905 asystent etatowy na Oddziale Chorób Wewnętrznych Leona Babińskiego w Szpitalu Ewangelickim w Warszawie, w którym później pełnił różne funkcje. Od 1908 był lekarzem miejscowym Szpitala, od 1914 lekarzem ambulatorium, od 1921 ordynatorem oddziału wewnętrznego, od 1934 dodatkowo objął stanowisko lekarza naczelnego. Jednocześnie w latach 1905–1908 pracował w Szpitalu Dziecięcym im. Karola i Marii (Szlenkierów) u Jana Bączkiewicza. W 1908 uzupełniał wykształcenie u prof. Fernanda Widala w Paryżu. Był członkiem, a w latach 1914–1915 sekretarzem Towarzystwa Lekarskiego Warszawskiego. Od maja 1919 do 1921 służył w Wojsku Polskim (major lekarz pospolitego ruszenia). W 1923 uzyskał doktorat na Uniwersytecie Poznańskim. 
Podczas powstania warszawskiego działał w oddziale „Bakcyl” (Sanitariat Okręgu Warszawskiego Armii Krajowej) - Grupa „Północ” - Punkt sanitarny przy ul. Hipotecznej 4 na Starym Mieście. Po upadku powstania został ewakuowany do Grodziska Mazowieckiego. Wrócił do Warszawy w 1945. 26 listopada 1945 objął stanowisko ordynatora II Oddziału Chorób Wewnętrznych Szpitala Przemienienia Pańskiego, w którym pracował do 1954.
Zmarł 9 stycznia 1966 w Warszawie. Pochowany na cmentarzu Powązkowskim (kwatera 239-1-10,11).

## Ordery i odznaczenia
- Krzyż Kawalerski Orderu Odrodzenia Polski
- Krzyż Walecznych
- Złoty Krzyż Zasługi (dwukrotnie: 1937[2], 28 marca 1939[6])
- Medal 10-lecia Polski Ludowej (15 stycznia 1955)[7]
- Odznaka Honorowa „Za Zasługi dla Warszawy”

## Publikacje
- Szpital Ewangelicki w Warszawie i jego stanowisko w szpitalnictwie polskim, Nakład Szpitala Ewangelickiego, 1938.